# حسين الخضري
حسين الخضري، من مواليد 7 فبراير 1972، لاعب كرة قدم كويتي سابق.
و قد كان يلعب مع نادي السالمية، وقد سجل هدف في نهائي كأس الأمير 2002/2003.
و قد لعب مع منتخب الكويت لكرة القدم.

## كأس الخليج

### كأس الخليج 1996
و قد سجل هدف في مرمى منتخب البحرين لكرة القدم، وقد سجل هدفين في مرمى منتخب عمان لكرة القدم.

### كأس الخليج 1998
و قد سجل هدف في مرمى منتخب السعودية لكرة القدم.

## روابط خارجية
- حسين الخضري على موقع أوليمبيديا (الإنجليزية)